# 福井県道18号鯖江美山線
福井県道18号鯖江美山線（ふくいけんどう18ごう さばえみやません）は、福井県鯖江市と福井市を結ぶ県道（主要地方道）である。

## 概要

### 路線データ
- 起点 : 福井県鯖江市長泉寺町（国道8号交点）
- 終点 : 福井県福井市田尻町（国道158号・国道364号交点）

## 歴史
- 1993年（平成5年）5月11日 - 建設省から、県道鯖江美山線が鯖江美山線として主要地方道に指定される[1]。

## 路線状況

### 別名
- うるしの里通り（鯖江市）
- 元三大師通り（鯖江市、起点 - 戸ノ口地区）

### 重複区間
- 福井県道25号福井今立線（鯖江市戸口町 地内）
- 福井県道31号篠尾勝山線・福井県道32号清水美山線（福井市安波賀町 - 福井市田尻町）
- 国道158号（福井市市波町 - 福井市田尻町、終点）

### 冬季通行止区間
- 鯖江市金谷町 - 福井市浄教寺町
- 福井市阿波賀町 - 同市下新橋

## 地理

### 通過する自治体
- 鯖江市
- 福井市

### 交差する道路
- 国道8号（鯖江市長泉寺町・長泉寺交差点、起点）
- 福井県道191号鯖江浅水線（鯖江市中野町）
- 福井県道25号福井今立線（鯖江市戸口町 - （重複） - 同地籍）
- 福井県道243号領家河和田線（鯖江市河和田町）
- 福井県道192号上河内北中線（鯖江市北中町）
- 福井県道238号一乗谷朝倉氏遺跡東大味線（福井市西新町）
- 福井県道31号篠尾勝山線（福井県道32号清水美山線 重複）（福井市安波賀町 - （重複） - 同市田尻町、終点）
- 国道158号（福井市田尻町 - （重複） - 同地籍、終点）
- 国道364号（福井市田尻町、終点）

### 峠
- 金谷峠（）